# Кузма, Станисловас
Стани́словас Ку́зма (лит. Stanislovas Kuzma; 7 мая 1947, Паневежис — 14 августа 2012, Вильнюс) — литовский скульптор, автор известных скульптурных произведений и памятников; лауреат Государственной премии Литовской ССР (1982) и Национальной премии Литвы по культуре и искусству (1996), заслуженный деятель искусств Литовской ССР (1987).

## Биография
Учился во 2-й и 5-й средних школах Шяуляя. С одиннадцати лет учился в вильнюсской школе искусств имени М. К. Чюрлёниса (ныне Национальная школа искусств имени Микалоюса Константинаса Чюрлёниса), затем обучался в Государственном художественном институте Литовской ССР (Вильнюс; ныне Вильнюсская художественная академия). Окончив институт в 1973 году, работал в нём преподавателем (1973—1976; 2000—2001). С 1974 года принимал участие в выставках в Литве, России, Германии, Австрии, Эстонии и других странах. Член Союза художников Литвы с 1976 года.

## Творчество
Дипломная работа скульптора «Городской страж», изображающая рыцаря в латах с копьём, была установлена в 1973 году на угловом доме перекрёстка улиц Траку и Пилимо в Вильнюсе.
Известен такими скульптурными произведениями, как «Праздник муз» и «Родник» (Национальный драматический театр Литвы, 1981), «Эгле и Жильвинас» (Юкнайчай, 1981—1982), «Юность» (Юкнайчай, 1983), «Стрелец» (Шяуляй, 1986), «Видение» (Национальный драматический театр Литвы, 1981), «Пиета» (Антакальнисское кладбище в Вильнюсе, 1995). Во дворе перед гостиницей «Летува» (Reval Hotel Lietuva) в Вильнюсе установлена декоративная скульптура «Сутартинес».

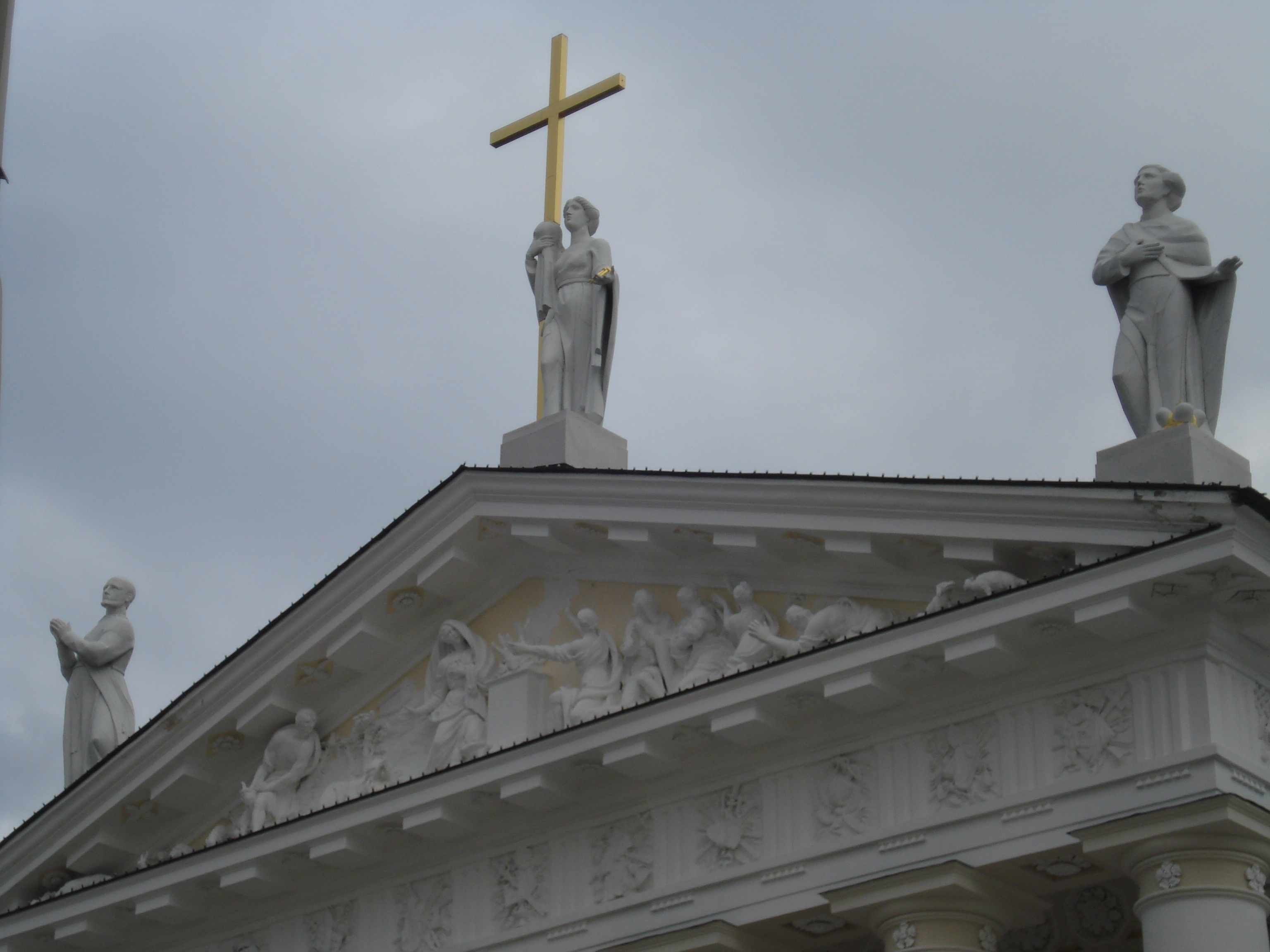
Скульптуры на фронтоне кафедрального собора

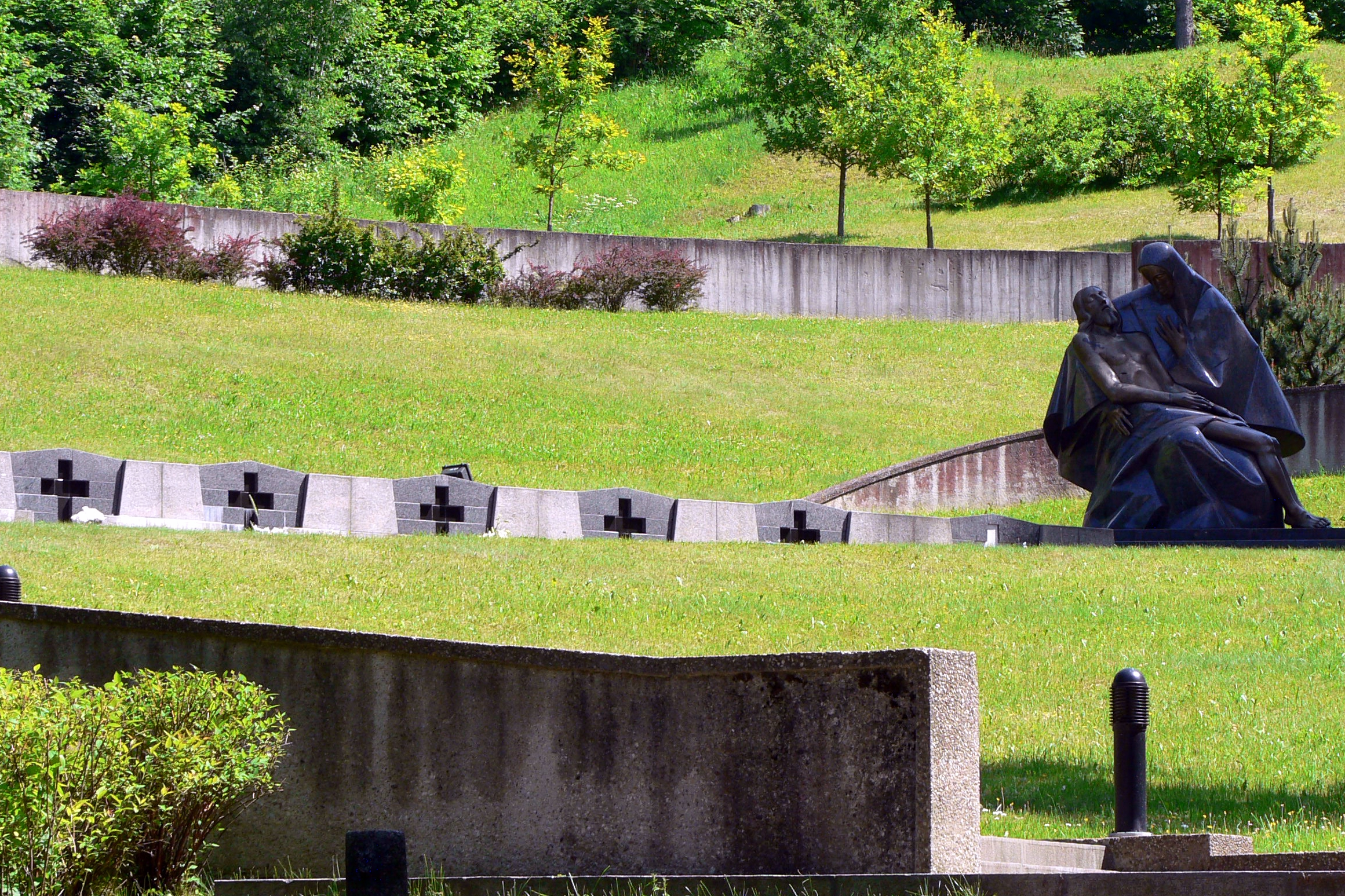
Пьета

Особое место в творческой биографии Станисловаса Кузмы занимает восстановление уничтоженных в 1950 году фигур святого Станислава, святой Елены и святого Казимира (работы Кароля Ельского) на фронтоне кафедрального собора в Вильнюсе ([989; 1997).
Автор памятника великому князю литовскому и королю польскому Александру в Паневежисе, открытого к юбилею города 7 сентября 2003 года (гранит, высота 0,57 м; архитектор Валдас Климавичюс) .
Является автором «Амнерис» — надгробного памятника примадонны литовской оперы Бируте Алмонайтите (Антакальнисское кладбище, 2005) в образе персонажа оперы Джузеппе Верди «Аида», а также камерных деревянных скульптур «Видение» (1977), «Литовка» (1979), «Профессор В. Сирвидис» (1980), «Легенда» (1984) и других.
Произведения установлены в Паланге и других городах Литвы, хранятся в национальном Литовском художественном музее в Вильнюсе, Третьяковской галерее в Москве, Олимпийском музее в Лозанне и в других музейных собраниях.

## Награды и звания
- Государственная премия Литовской ССР (1982).
- Заслуженный деятель искусств Литовской ССР (1987).
- Медаль и диплом Союза архитекторов СССР (1988).
- Национальная премия Литвы по культуре и искусству (1996).
- Командор ордена Великого князя Литовского Гядиминаса (1997).